# Эйнсуэрт (Небраска)

Справа — округ Браун на карте штата Небраска, слева — город Эйнсуэрт на карте округа Браун

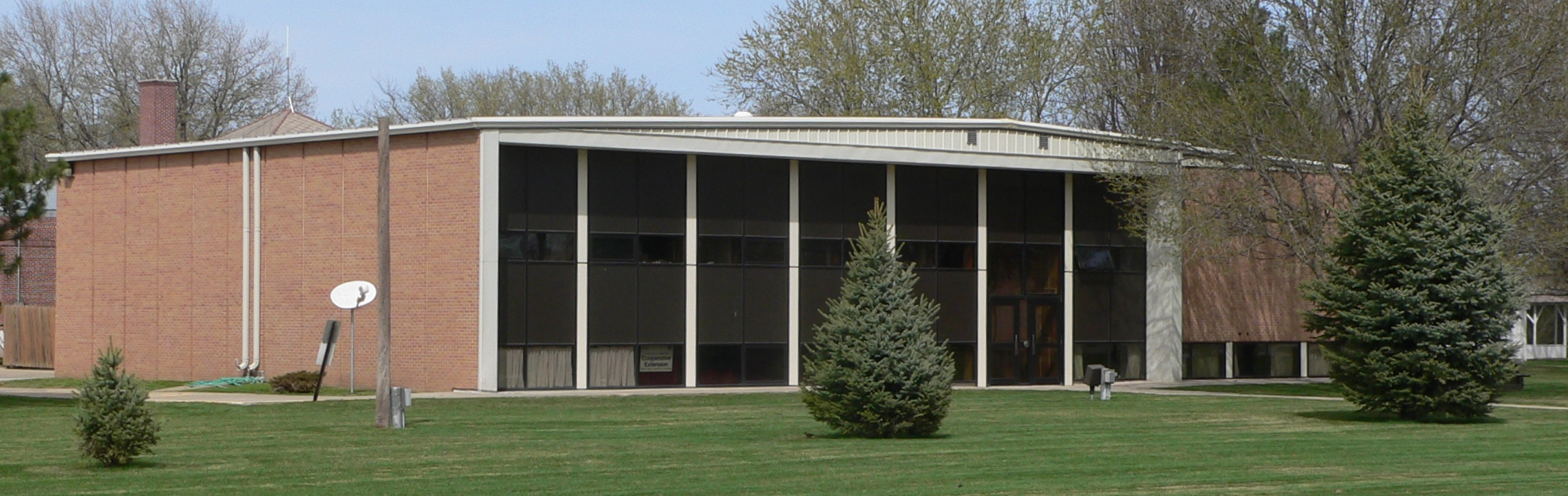
Окружной суд, здание построено в 1960 году.

Эйнсуэрт (англ. Ainsworth) — город в штате Небраска (США), административный центр округа Браун.

## География
Эйнсуэрт расположен в северной части штата. Является одним из двух городов в о́круге (второй — Лонг-Пайн) и вообще самым крупным населённым пунктом округа. Площадь города составляет 2,59 км², открытых водных пространств нет. Город обслуживает аэропорт англ. Ainsworth Regional Airport. С юга и запада город окружает национальная достопримечательность — песчаные холмы.

## История
Поселение было основано в 1883 году, когда до этой точки дотянулась железная дорога англ. Fremont, Elkhorn and Missouri Valley Railroad. Название ему дали в честь железнодорожного инженера Джеймса Эйнсуорта, который внёс заметный вклад в развитие дороги на территории округа Браун. Городок рос быстро: уже через год была построена двухэтажная школа (функционировала до 1955 года), а через два года он состоял из 30 кварталов и центральная улица была заполнена разнообразными магазинами. В 1888 году в городе было построено здание суда (уничтожено пожаром в 1958 году), новое здание окружного суда открылось в 1960 году. В 1910 году в Эйнсуэрте открыла свои двери первая старшая школа. Во время Второй мировой войны у города расположилась военно-тренировочная база лётчиков; после окончания войны в 1947 году на ней прошло национальное воздушное шоу, которое посетило около 7000 человек, а затем земля уже ненужной базы была отдана городу.

## Демография
- По переписи 2000 года в Эйнсуэрте проживали 1862 человека, было 845 домохозяйств и 501 семья. Белое население составляло 98,55 %. Доход на душу населения был 16 935 долларов в год, 7,9 % семей и 9,8 % населения города жили за чертой бедности.
- По переписи 2010 года в Эйнсуэрте проживали 1728 человек[7], было 804 домохозяйства и 450 семей. Расовый состав: белые — 97,9 %, негры и афроамериканцы — 0,1 %, коренные американцы — 0,3 %, азиаты — 0,2 %, прочие расы — 0,5 %, смешанные расы — 1 %, латиноамериканцы (любой расы) — 1,2 %. В 26,2 % домохозяйств жили дети младше 18 лет, 44 % домохозяйств представляли собой женатые пары, живущие совместно, 7,7 % — женщину — главу семьи, живущую без мужа, 4,2 % — мужчину — главу семьи, живущего без жены и 44 % не являлись семьями. Средний размер семьи был 2,83 человека, средний возраст горожанина — 46,2 лет. 23,1 % населения были младше 18 лет, 6 % в возрасте от 18 до 24 лет, 19,7 % — от 25 до 44 лет, 26,5 % — от 45 до 64 лет и 24,6 % были в возрасте 65 лет и старше. Мужчин было 46,8 %, женщин — 53,2 %.
- По оценкам 2011 года в Эйнсуэрте проживали 1697 человек[7].
- По оценкам 2012 года в Эйнсуэрте проживали 1662 человека[7]: 46 % мужчин и 54 % женщин. Средний доход домохозяйства составил 26 785 долларов в год, что почти в два раза меньше, чем в среднем по штату, доход на душу населения был 21 045 долларов в год. Происхождение предков: немцы — 39,4 %, ирландцы — 14 %, англичане — 9,2 %, норвежцы — 5,9 %, французы — 4,2 %. Из жителей старше 15 лет 16,6 % не состояли в браке и никогда в нём не были, 52,8 % состояли в браке и жили вместе, 0,4 % состояли в браке, но жили раздельно, 14 % вдовствовали и 16,2 % были в разводе. 1,5 % жителей Эйнсуэрта были рождены вне США[8].
- По оценкам 2019 года в Эйнсуэрте проживали 1620 человек.